# Porszewice (gromada)
Porszewice – dawna gromada, czyli najmniejsza jednostka podziału terytorialnego Polskiej Rzeczypospolitej Ludowej w latach 1954–1972.
Gromady, z gromadzkimi radami narodowymi (GRN) jako organami władzy najniższego stopnia na wsi, funkcjonowały od reformy reorganizującej administrację wiejską przeprowadzonej jesienią 1954 do momentu ich zniesienia z dniem 1 stycznia 1973, tym samym wypierając organizację gminną w latach 1954–1972.
Gromadę Porszewice siedzibą GRN w Porszewicach utworzono – jako jedną z 8759 gromad na obszarze Polski – w powiecie łaskim w woj. łódzkim, na mocy uchwały nr 31/54 WRN w Łodzi z dnia 4 października 1954. W skład jednostki weszły obszary dotychczasowych gromad Konin, Porszewice i Świątniki ze zniesionej gminy Górka Pabianicka oraz Florentynów, Józefów i Prusinowice Kolonia ze zniesionej gminy Lutomiersk w tymże powiecie. Dla gromady ustalono 13 członków gromadzkiej rady narodowej.
1 stycznia 1959 z gromady Porszewice wyłączono wsie Florentynów i Katarzynów, parcele Florentynów i Bechcice oraz kolonie Józefów i Prusinowice – włączając je do gromady Lutomiersk w powiecie łódzkim, po czym gromadę Porszewice zniesiono, a jej (pozostały) obszar włączono do nowo utworzonej gromady Górka Pabianicka w tymże powiecie.